# ドール・フード・カンパニー

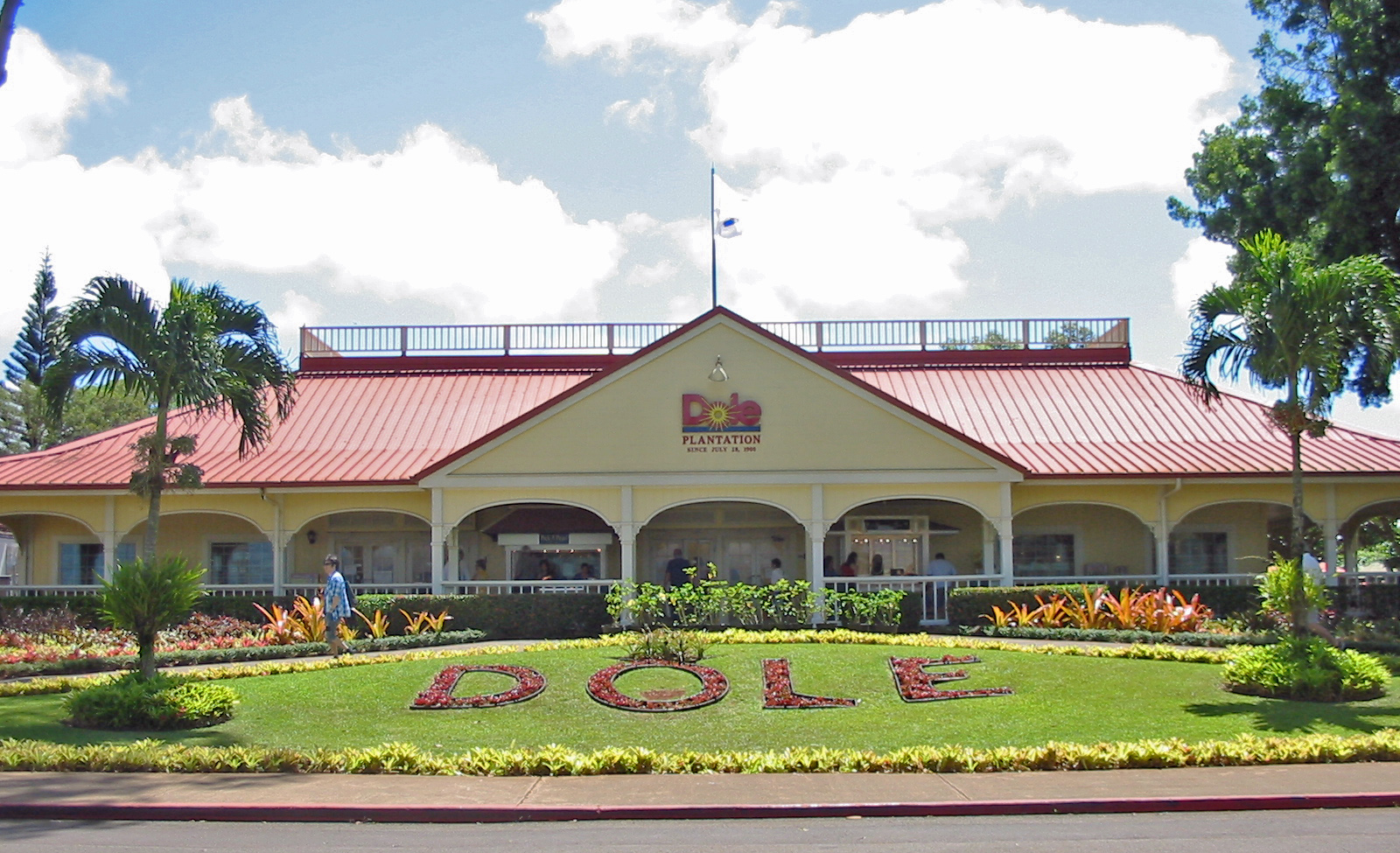
ハワイのオアフ島にあるドール・パイナップル・プランテーション

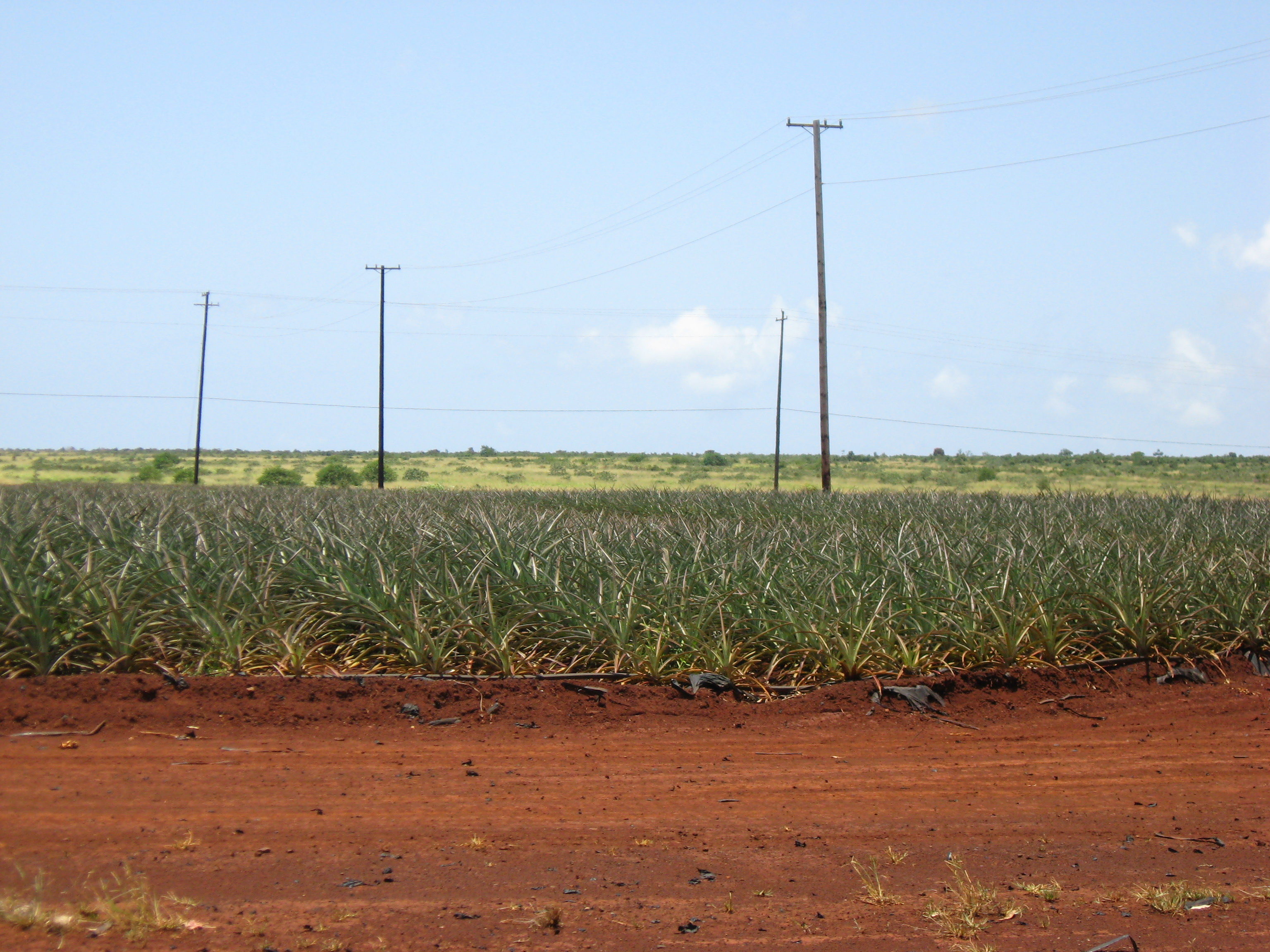
ドール・パイナップル・プランテーション内のパイナップル畑

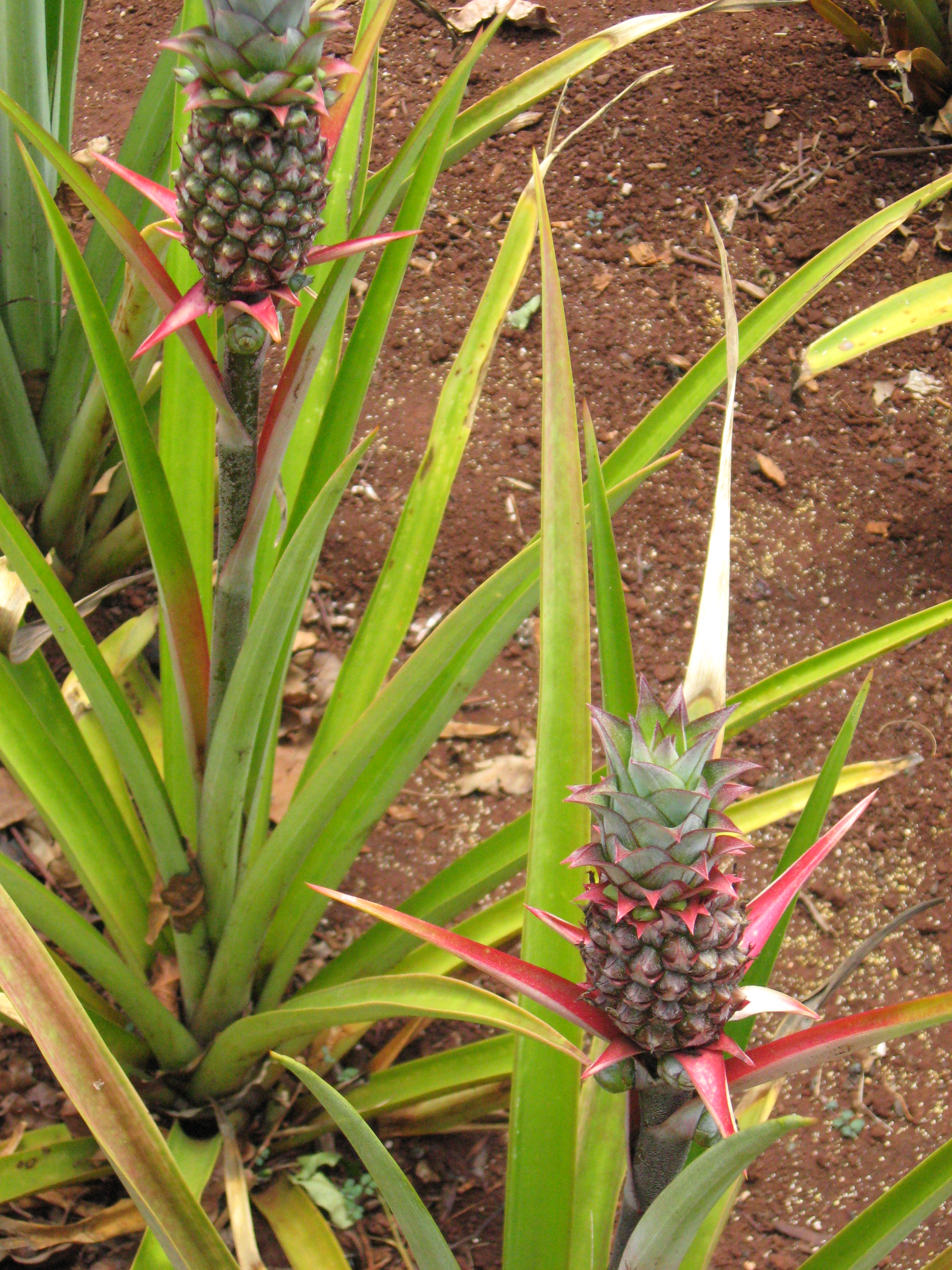
ドール・パイナップル・プランテーションの前庭に生るパイナップル

ドール・フード・カンパニー (Dole Food Company, Inc.) は、アメリカ合衆国の多国籍農業・食品企業。通称ドール (Dole)。
果物・野菜、特にバナナやパイナップルなどの生産・販売を手がけている。
1851年にキャッスル&クック社として設立する。「ドール」の名は1968年に吸収合併したハワイアン・パイナップル社の商標で、1991年より社名となった。現存するキャッスル&クック社は、1995年に不動産管理のために分社された別法人である。

## 沿革

### キャッスル&クック社
サミュエル・ノースラップ・キャッスルとエイモス・スター・クックが、ホノルルで商事会社「キャッスル&クック社」(Castle & Cooke) を設立する。

### ハワイアン・パイナップル社
ユニテリアン主義の宣教師の息子として1877年にマサチューセッツ州ジャメイカ・プレインで生まれたジェームズ・ドールは、1899年にハーバード大学から農学と経営学の学士号を取得し、従兄のサンフォード・ドールが大統領を務めていたハワイ共和国へ移住した。
ジェームズ・ドールはオアフ島の中央部の平野に農園を開き、1901年にハワイアン・パイナップル社 (Hawaiian Pineapple Company) を創業した。彼はホノルル港近くに工場を建設し、最新鋭の農業機械購入やラナイ島・マウイ島で農園を開設して「パイナップル王」と賞された。

### 合併
ハワイアン・パイナップル社は1932年、ハワイで「ビッグファイブ」と呼ばれる5大サトウキビ農園主の1つ、キャッスル&クック社 (C&C) に株式の21%を取得され、1961年には完全に買収された。キャッスル&クック社はラナイ島の95%を占める所有地をはじめとして世界中に農園を築いた。
1964年に全米2位のバナナ輸入業者スタンダード・フルーツ社の株式の55%を取得し、1968年100%取得した。この会社は1967年に、日本向けバナナの生産会社スタンフィルコ社をフィリピンのミンダナオ島に設立した。
1978年にカリフォルニアのレタス・セロリ生産大手のバッド社 (Bud Antle Inc.) を取得し、1989年に Dole Fresh Vegetables とした。
1970年代以降はハワイの農業衰退で経営難に陥り、合併の後1991年にドール・フード・カンパニー・インクと改名した。
2012年5月2日にキャッスル&クック社（新）の管理するラナイ島の農場のほとんどを、ラリー・エリソンへ売却した。

### 事業売却
2013年4月1日に「アジアにおける青果物事業とグローバル展開する加工食品事業」が伊藤忠商事に売却された。「ドール」ブランドではさまざまな加工食品も製造販売されている。
アジア事業も同時に伊藤忠商事に売却された。事業売却前のドール社は世界各地の90か国以上に拠点を置いたが、現在のドール社事業エリアはおもに北米と欧州（若干が中南米・アフリカ・中近東）である。

## 伊藤忠のドール事業
- 持株会社[3]
  -  Dole International Holdings株式会社（ドール・インターナショナル・ホールディングス、登記上は英字）。伊藤忠商事の100%子会社。2012年10月23日設立、東京都千代田区三番町6－2。
  -  DPF Holdings, Inc.（DPFホールディングス）。DIH社の100%子会社。2012年11月27日設立。アメリカ デラウェア州ウィルミントンオレンジストリート1209。
  -  Dole Asia Holdings Pte Ltd.（ドール・アジア・ホールディングス）。DIH社の100%子会社。2012年10月4日設立。シンガポール ワンラッフルズキー（英語版）#37-01。
- 事業会社
  -  Dole Packaged Foods, LLC（米州、加工食品のみ）
  -  Dole Packaged Foods Europe SAS（欧州・アフリカ・中近東、加工食品のみ）
  -  Dole Thailand Limited（タイ）
  -  Dole Philippines, Inc.（フィリピン）
  -  株式会社ドール（日本）
    - 株式会社フレッシュシステム
    - フレッシュリミックス株式会社
    - 株式会社ケーアイ・フレッシュアクセス

  -  Dole Korea, Ltd.（韓国）

## 日本での事業
株式会社ドール (Dole Japan, Inc.) は、米ドール社のかつての日本法人で、現在は伊藤忠商事グループの Dole International Holdings 傘下の企業である。本社所在地は東京都千代田区三番町6-2 三番町彌生館。
1965年にドール日本支社として創業する。1982年12月28日に日本法人として「株式会社ドール」設立。2012年9月22日から2013年10月までは「合同会社ドール (Dole Japan G.K.)」であった。2013年4月1日の事業売却により伊藤忠商事へ売却された。
かつては雪印乳業と提携し、果汁飲料やアイスクリーム加工品を製造・販売する合弁企業を設立していたが、雪印グループの一連の不祥事を契機として2002年に提携関係を解消した。
現在は以下の企業がドール製品を販売している。これらのほか、一部は直轄事業になっている。
- 雪印の事業継承会社
  - 協同乳業（ヨーグルト）
  - 雪印メグミルク（ジュース） - 雪印の乳を含む飲料事業を引き継いだ日本ミルクコミュニティが雪印乳業と共に同社へ統合。
  - ロッテ（アイスクリーム） - 雪印のアイスクリーム事業を引き継いだロッテスノーがロッテ冷菓との統合により2008年4月1日にロッテアイス商号変更、その後2018年4月1日にロッテ本体に吸収合併。
- 不二家（グミ、キャンディ）

日本におけるドールロゴの登録商標権は、シンガポールのドール・アジア・ホールディングスが保有している。
機能性表示食品で多数の届出をしており、果物のマーケティングを積極的に行っている。